# Аристон (иларх)
Аристон (др.-греч. Ἀρίστων) — македонский военачальник.
Аристон принадлежал к македонской аристократии. Впервые в античных источниках он упомянут в качестве иларха тяжёловооружённой конницы гетайров Александра Македонского на правом фланге во время битвы при Гавгамелах 331 года до н. э. Его ила находилась между подразделениями Главкия и Сополида. Возможно, Аристон командовал илой в македонском войске с начала правления Александра, либо, по одной из версий, сменил Перида после битвы при Иссе 333 года до н. э. на должности иларха анфемусийских гетайров.
По мнению Г. Берве и Р. Биллоуза, Аристон-иларх при Гавгамелах идентичен упомянутому Диодором Сицилийским Аристону, который около 314 года до н. э. передал прах Кратера его вдове Филе для захоронения и оказания соответствующих почестей.
Историки приводят следующую реконструкцию жизни Аристона. В сражении у Геллеспонта 321/320 года до н. э. Аристон сражался на стороне Эвмена. После победы Эвмен передал Аристону останки погибшего Кратера, который приходился ему другом, либо даже дальним родственником. После поражения Эвмена в 316 году до н. э. Аристон перешёл на сторону Антигона и смог передать Филе останки её бывшего супруга Кратера, когда в составе войска Антигона осаждал Тир. На тот момент Фила повторно вышла замуж за сына Антигона Деметрия Полиоркета. Таким образом, Аристон хранил останки одного из самых знаменитых военачальников Александра Македонского Кратера в течение семи лет.